# Тетратиомолибдат аммония
Тетратиомолибдат аммония — химическое соединение с формулой (NH4)2MoS4. Ярко-красная соль аммония является важным реагентом в химических реакциях молибдена и используется в качестве основы в биоорганической химии. Растворяется в воде, этаноле и гидроокиси аммония. Тиометаллат- анион обладает отличительной способностью подвергаться окислению на центрах серы при одновременном восстановлении металла с Мо(VI) до Мо(IV).

## Приготовление и состав

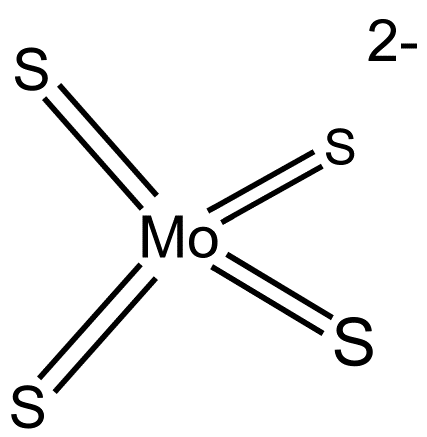
Анион [MoS_{4}^{2-}.

Соль содержит тетраэдрический анион [MoS4]2- . Соединение получают путем обработки растворов молибдата [MoO4]2- сероводородом с присутствием аммиака:
(NH4)2 MoO4 + 4H2S → (NH4)2MoS4 + 4H2O

## Реакции
Анион также является хорошим лигандом. К примеру с исходным Ni(II) он образует [Ni(MoS)2]2-. Большая часть химического состава тиомолибдата обусловлена присутствием солей кватернизованных органических катионов, таких как [NEt4]2[MoS4] и [PPh4]2[MoS4] (Et = C2H5,Ph=C6H5). Эти органические соли растворимы в полярных органических растворителях, таких как ацетонитрил и диметилформамид.
Термическое разложение [NH4]2[MoS4] приводит к трисульфиду молибдена (MoS3), аммиаку (NH3) и сероводороду (H2S), начиная с 155 °C до 280 °C.
(NH4)2 MoS4 → MoS3 + 2NH3 + H2S
Затем MoS3 снова разлагается до дисульфида молибдена (MoS2) в широком диапазоне температур от 300 °C до 820 °C. Для полного разложения до MoS2 в инертном газе требуется не менее 800 °C согласно следующей реакции,
МоS 3 → МоS 2 + S
при достаточном количестве водорода эта реакция может быть достигнута и при 450 °C.
MoS3 + H2 → MoS2 + H2S

## Родственные соединения
Так же известно несколько родственных тио- и селеноанионов, включая (A = катион щелочного металла [PPh4]+, [NEt4]+).
- A3[VS4]: тетратиованадат аммония
- A3[NbS4]
- A3[TaS4]
- A2[MoSe4]
- A2[WS4]: тетратиовольфрамат диаммония, тетратиовольфрамат пиперидиния
- A2[WSe4]: тетраселевольфрамат аммония тетраэтиламмоний тетраселенневольфрама,
- A [ReS4]
- MoS42- (бис-холинтетратиомолибдат)

Более сложные тетраэдрические анионы включают A2[MoS4-xOx] и A2[WS4-xOx].

## Использование
Тетратиомолибдат аммония (ТТМА) впервые был использован в терапевтических целях при лечении связанном с дисбалансом меди у животных. Со временем он стал применяться при лечении болезни Вильсона, наследственного нарушения обмена меди, у людей. Он эффективно противодействует абсорбции меди в кишечнике увеличивая её выведение. Клинические исследования показали, что ТТМА может эффективно снижать уровень меди быстрее, чем доступные в настоящее время методы лечения, и что незначительное количество пациентов с начальным неврологическим проявлением болезни, которые лечат ТТМА, испытывают неврологическое ухудшение.
Была проведена вторая фаза клинических испытаний ТТМА для снижения содержания меди при раке.
Было также выявлено, что ТТМА потенциально оказывает ингибирующее действие на ангиогенез, через ингибирование зависимого от ионов меди процесса транслокации мембраны с участием неклассического пути секреции. Это факт развивает интерес к тетратиомолибдату аммония при исследования рака, возрастной дегенерации жёлтого пятна, а также других заболеваний, сопровождающихся чрезмерным осложнением кровеносных сосудов.